# I'll Be (Foxy Brown)
I'll Be è il secondo singolo della rapper statunitense Foxy Brown, pubblicato il 4 marzo 1997 ed estratto dall'album d'esordio della cantante, Ill Na Na. La canzone, prodotta da Trackmasers, vede la partecipazione di Jay-Z ed include un campionamento del brano I'll Be Good di René & Angela del 1985.
Il singolo riscuote un buon successo commerciale, raggiungendo la settima posizione nella Hot 100 di Billboard. I'll Be diviene il trentottesimo singolo più venduto nel 1997, con più di 800 000 copie secondo Billboard. Il 2 maggio 1997 il singolo è certificato d'oro dalla RIAA.

## Tracce
Singolo US
1. I'll Be (LP Version) - 3:00
2. I'll Be (Instrumental)
3. La Familia (Unreleased LP Version)

Singolo UK
1. I'll Be" (D&A Radio Mix) - 3:00
2. I'll Be" (Radio Edit) - 2:30

Maxi-Singolo US
1. I'll Be (LP Version) - 3:00
2. I'll Be" (D&A Remix) - 4:47
3. I'll Be" (Foxy Brown Mix) - 7:18
4. I'll Be" (DM Club Mix) - 8:38

## Classifiche

### Classifiche settimanali
| Classifica (1997)        | Posizione massima |
| ------------------------ | ----------------- |
| Germania                 | 48                |
| Nuova Zelanda            | 20                |
| Paesi Bassi              | 33                |
| Regno Unito              | 9                 |
| Stati Uniti              | 7                 |
| US Hot R&B/Hip-Hop Songs | 5                 |
| US R&B/Hip Hop Airplay   | 18                |
| US Rhytmic Songs         | 22                |
| Svezia                   | 51                |

### Classifiche di fine anno
| Classifica (1997) | Posizione massima |
| ----------------- | ----------------- |
| Stati Uniti       | 54                |